# 圣洛朗德巴通
圣洛朗德巴通（法語：Saint-Laurent-des-Bâtons，法語發音：[sɛ̃ loʁɑ̃ de batɔ̃]）是法国多尔多涅省的一个旧市镇，属于贝尔热拉克区。2016年，圣洛朗德巴通与市镇圣阿尔韦尔合并为新市镇圣阿尔韦尔-圣洛朗莱巴通。2017年，圣阿尔韦尔-圣洛朗莱巴通与市镇桑德里约合并为新市镇卢伊尔河-科多河谷村。

## 地理
圣洛朗德巴通（44°57'31"N, 0°44'16"E）面积19.47 平方千米，位于法国新阿基坦大区多爾多涅省，该省份为法国西南部内陆省份，是法國本土面积第三大的省，大致对应佩里戈尔地区，北起顺时针与夏朗德省、上维埃纳省、科雷兹省、洛特省、洛特-加龙省、吉倫特省和滨海夏朗德省接壤。
与圣洛朗德巴通接壤的市镇（或旧市镇、城区）包括：圣阿尔韦尔。
圣洛朗德巴通的时区为UTC+01:00、UTC+02:00（夏令时）。

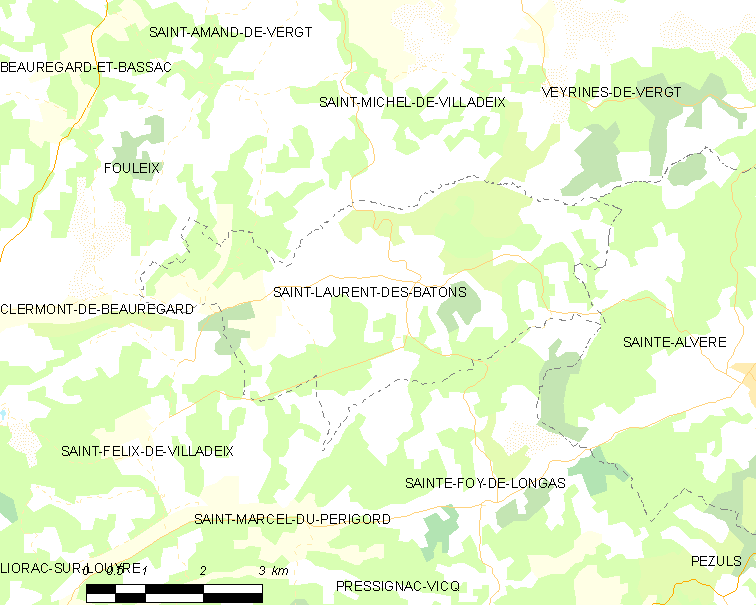
圣洛朗德巴通的OSM定位图

## 行政
圣洛朗德巴通的邮政编码为24510，INSEE市镇编码为24435。

## 政治
圣洛朗德巴通所属的省级选区为中佩里戈尔县。

## 人口

1962-2008年间圣洛朗德巴通人口变化图示

圣洛朗德巴通于2018年1月1日时的人口数量为212人。